# Гимнокалициум
Гимнокалициум (лат. Gymnocalycium) — род суккулентных растений семейства Кактусовые (Cactaceae). Род объединяет, по разным данным, от пятидесяти до восьмидесяти видов. Многие виды — популярные комнатные растения.

## Название
Научное название рода происходит от греческих слов γυμνός («голый») и κάλυκας («чашечка»), указывающих на характерных признак гимнокалициумов — гладкую (без волосков) цветочную трубку.

## Распространение
Естественный ареал рода простирается от провинций Чубут и Рио-Негро в южной Аргентине далее на север, через все провинции Аргентины на юг и восток Боливии, Парагвай, часть Уругвая и дальше на север, в Южную Бразилию. Растения встречаются на равнине и поднимаются в горы до высоты 3000 м над уровнем моря; растут среди травы и камней на хорошо дренированной почве.

## Биологическое описание
Представители рода — растения с шарообразным приплюснутым стеблем; диаметр взрослых экземпляров составляет от 4 до 15 см, при этом высота растений примерно в два раза меньше диаметра.
Окраска стебля — обычно серовато-зелёная (иногда почти серая) или коричневато-зелёная (иногда почти коричневая).
Среди культиваров встречаются растения с красной и жёлтой окраской стебля; эти бесхлорофилльные кактусы могут расти только привитыми на другом зелёном кактусе.
Кактус красного цвета вывел японский ботаник Эйдзи Ватанабэ: посеяв несколько тысяч семян гимнокалициума Фридриха, он обнаружил два красных проростка. Затем, получая боковые побеги и прививая их, в мире были получены миллионы экземпляров этого культивара.

## Культивирование
Этот род кактусов широко представлен в комнатной культуре, поскольку растения достаточно неприхотливы, устойчивы к вредителям и болезням, хорошо цветут в домашних условиях. Размножают растения большей частью семенами.
Все виды могут расти на собственных корнях. Летом растениям требуется регулярный полив. Растения светолюбивы, но слишком яркое солнце для них нежелательно. Зимой растения лучше всего содержать практически без полива при низкой температуре (но не ниже 6 °C).
Удобрения следует использовать только такие, pH которых чуть меньше 7 (то есть удобрения должны быть кисловатыми), в противном случае растения перестают расти.
Земля должна быть рыхлой и питательной.

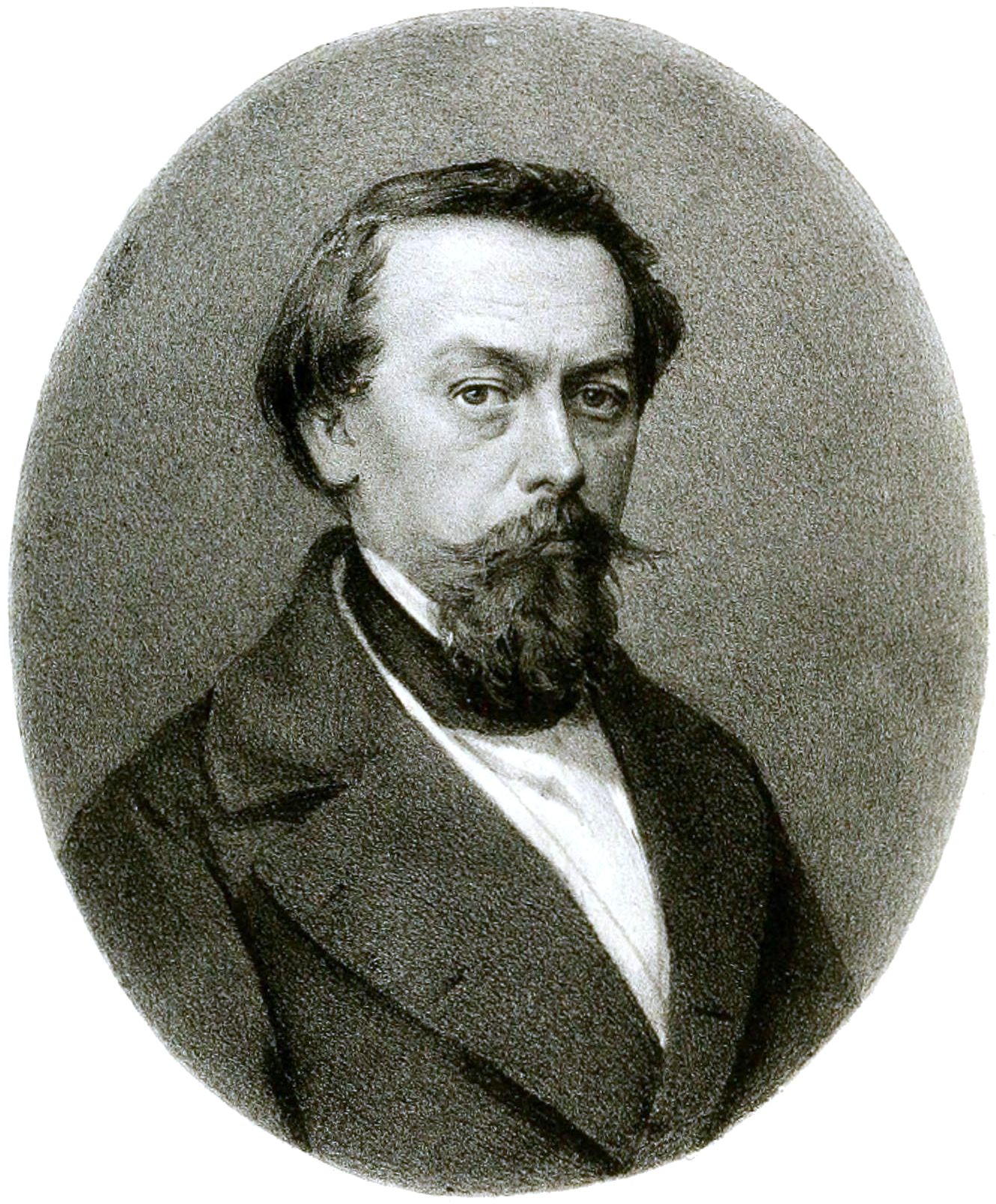
Людвиг Пфайффер (1805—1877). Фотография 1856 года

## Систематика
Первое описание рода сделал в 1844 году немецкий ботаник Людвиг Пфайффер.
К. М. Шуман в своей работе «Gesamtbeschreibung der Kakteen» (1898) включил все известные к тому времени виды Gymnocalycium в род Echinocactus, подрод Hybocactus. В 1922 году Натаниэль Бриттон и Джозеф Роуз в работе «The Cactaceae» восстановили название Gymnocalycium, приняв его в качестве родового названия для аргентинских шаровидных кактусов с голыми цветочными трубками и голыми чешуйками.
В дальнейшем был предложен целый ряд различных систем рода Gymnocalycium, основанных главным образом на строении семян. Среди тех, кто занимался классификацией этого рода, можно отметить ботаников Герхарта Франка (1976—1977), Богумила Шютца (1986), Джона Пилбима (1995), а также авторов совместной работы 1995 года Детлева Метцинга, Массимо Мерегали и Роберто Кислинга (1995).
В настоящее время в литературе опубликовано более сотни видовых названий рода Gymnocalycium. Ежегодно к ним продолжают добавляться новые, из них действительными можно считать не более чем приблизительно три дюжины видовых названии, остальные относятся к разновидностям и формам или являются синонимами.
В середине 1930-х годов чешский коллекционер А.Фрич впервые разделил род на 5 групп в соответствии со строением семян: Macrosemineae, Microsemineae, Muscosemineae, Ovatisemineae и Trichomosemineae. В настоящее время род часто разделяют на 6 подродов: Gymnocalycium, Macrosemineum, Microsemineum, Muscosemineum, Pirisemineum и Trichomosemineum.

### Классификация Андерсона

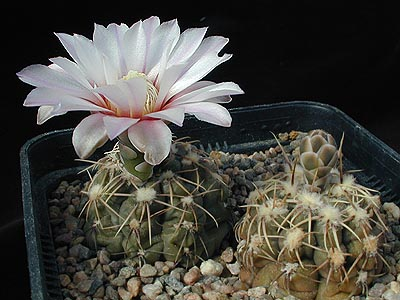
Gymnocalycium amerhauseri

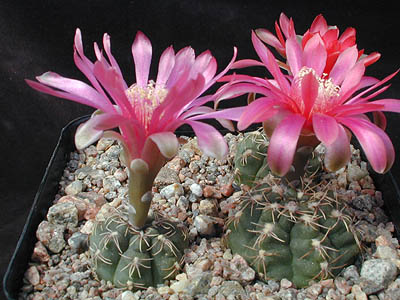
Gymnocalycium baldianum

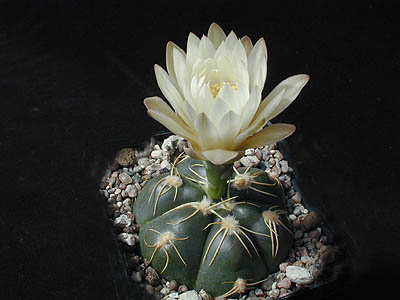
Gymnocalycium denudatum

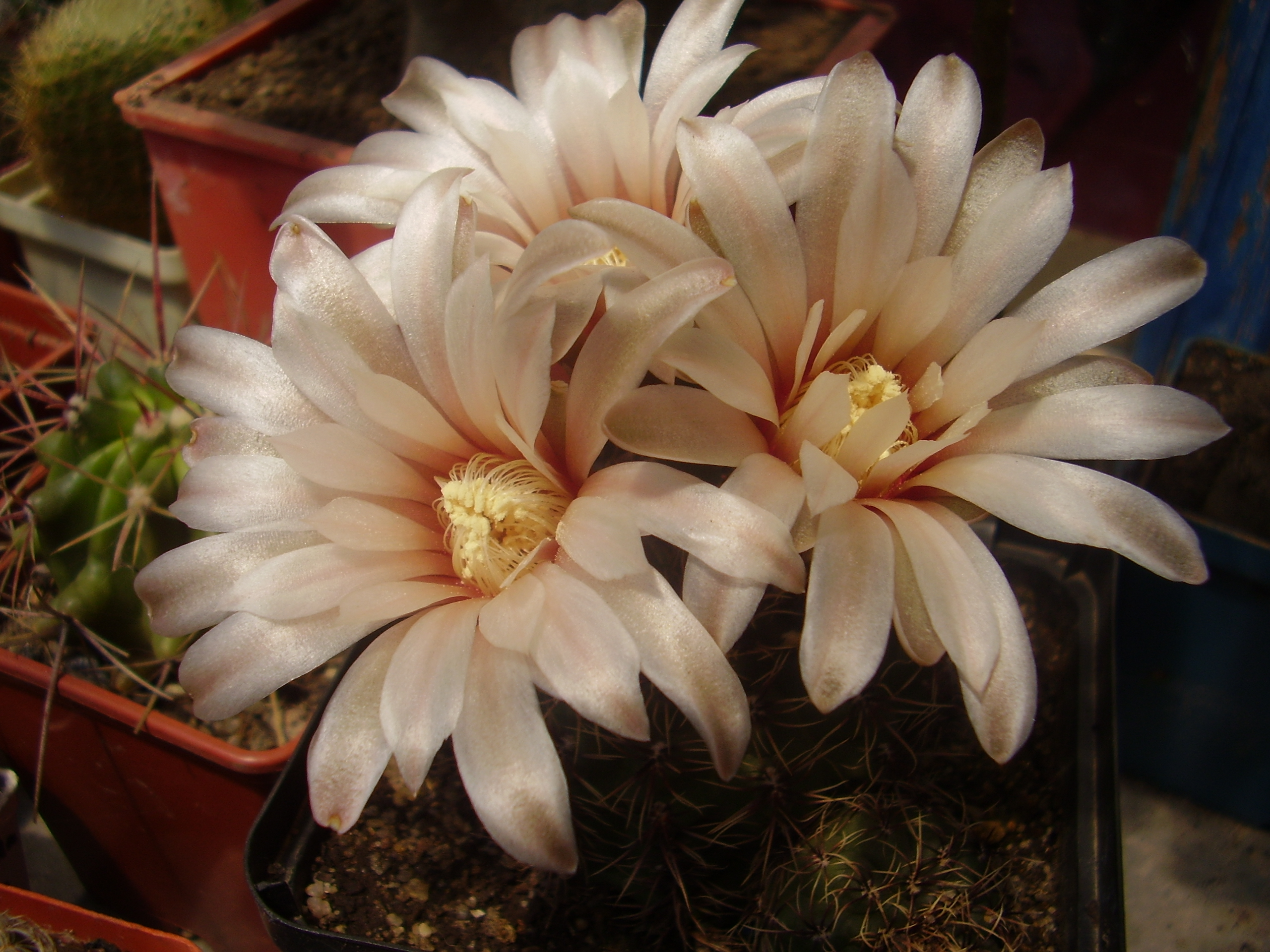
Gymnocalycium erinaceum

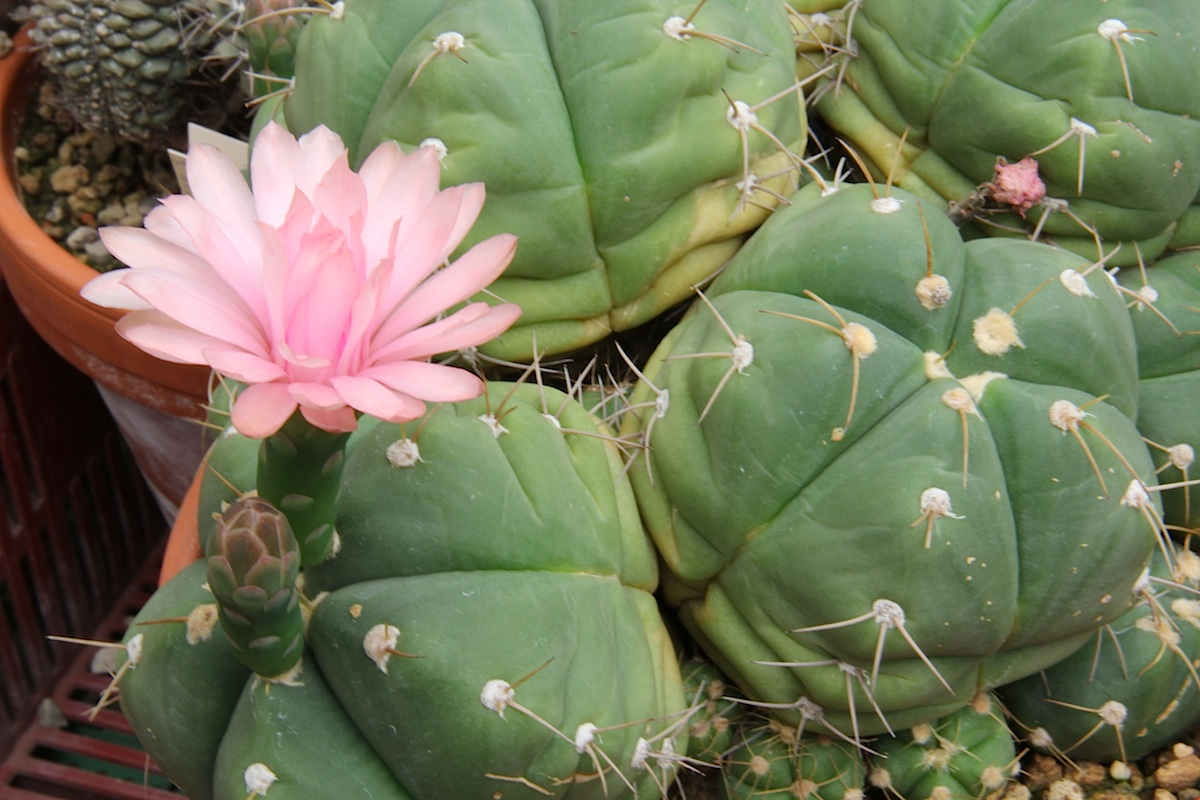
Gymnocalycium horstii

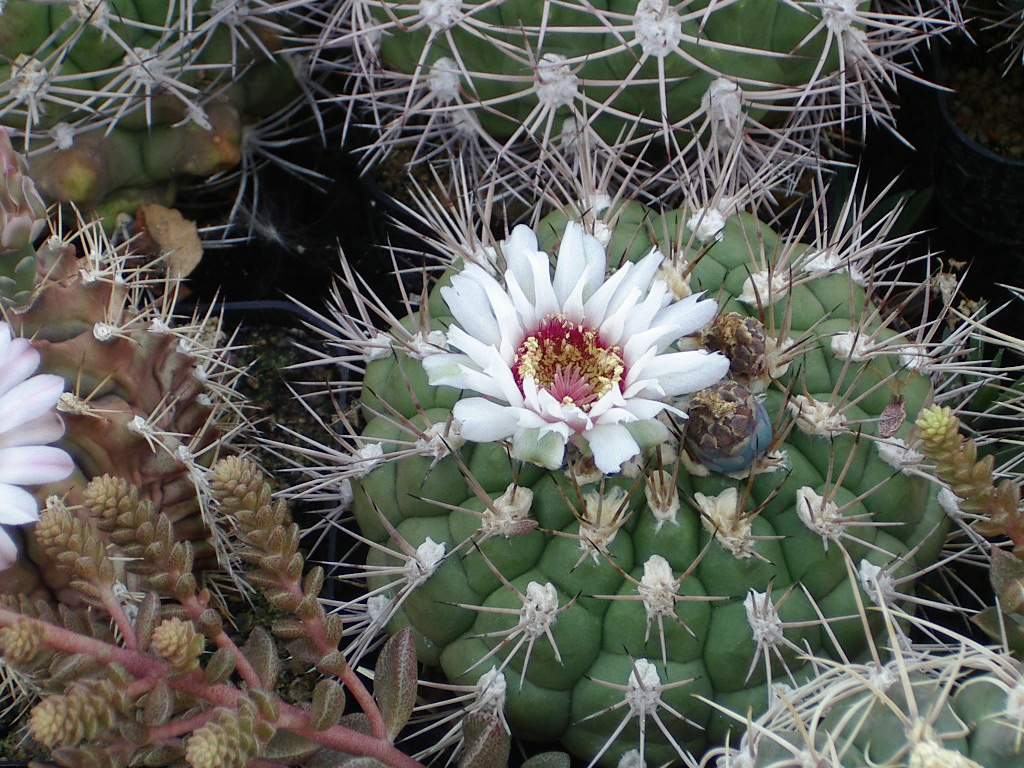
Gymnocalycium pflanzii

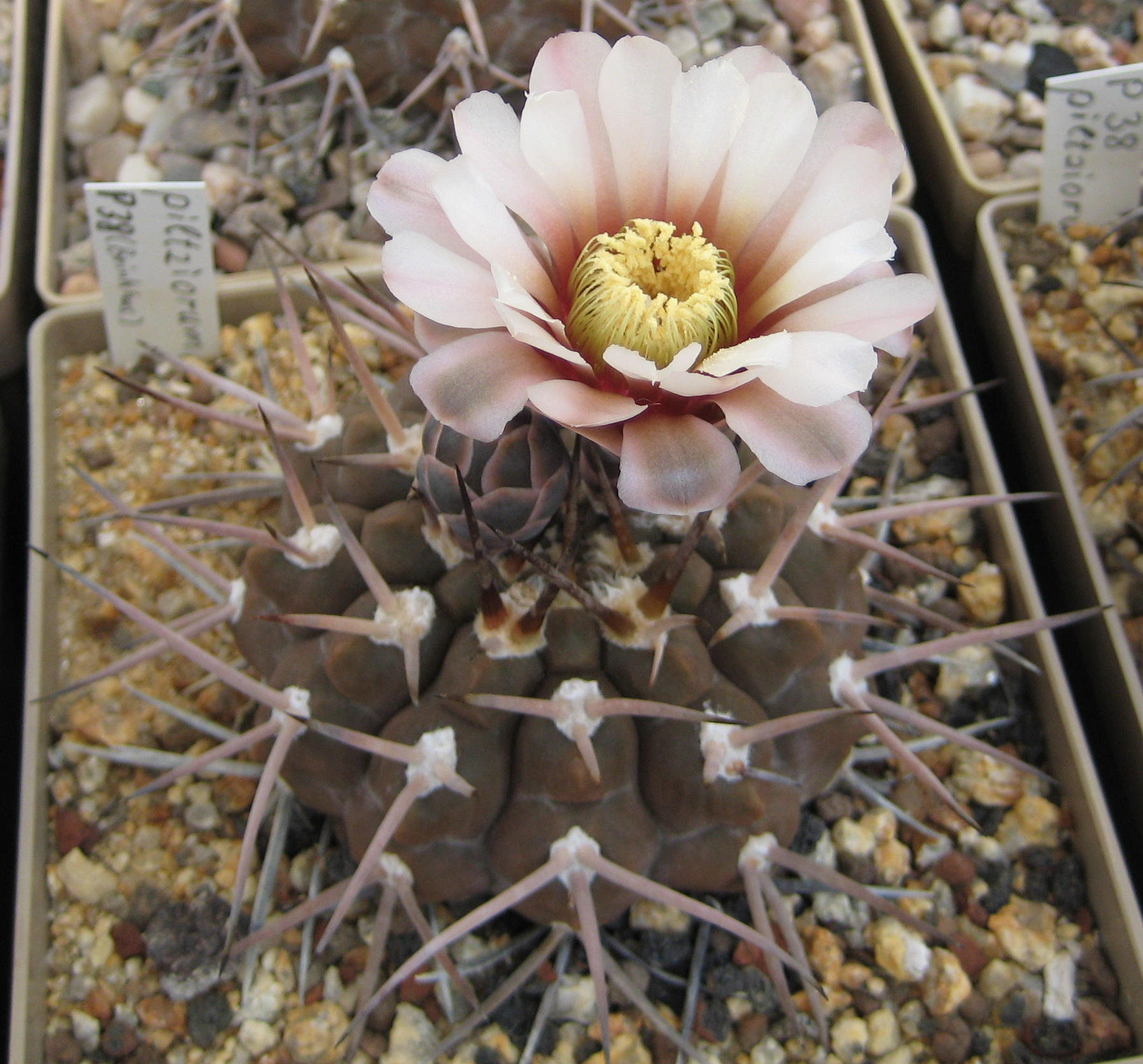
Gymnocalycium piltziorum

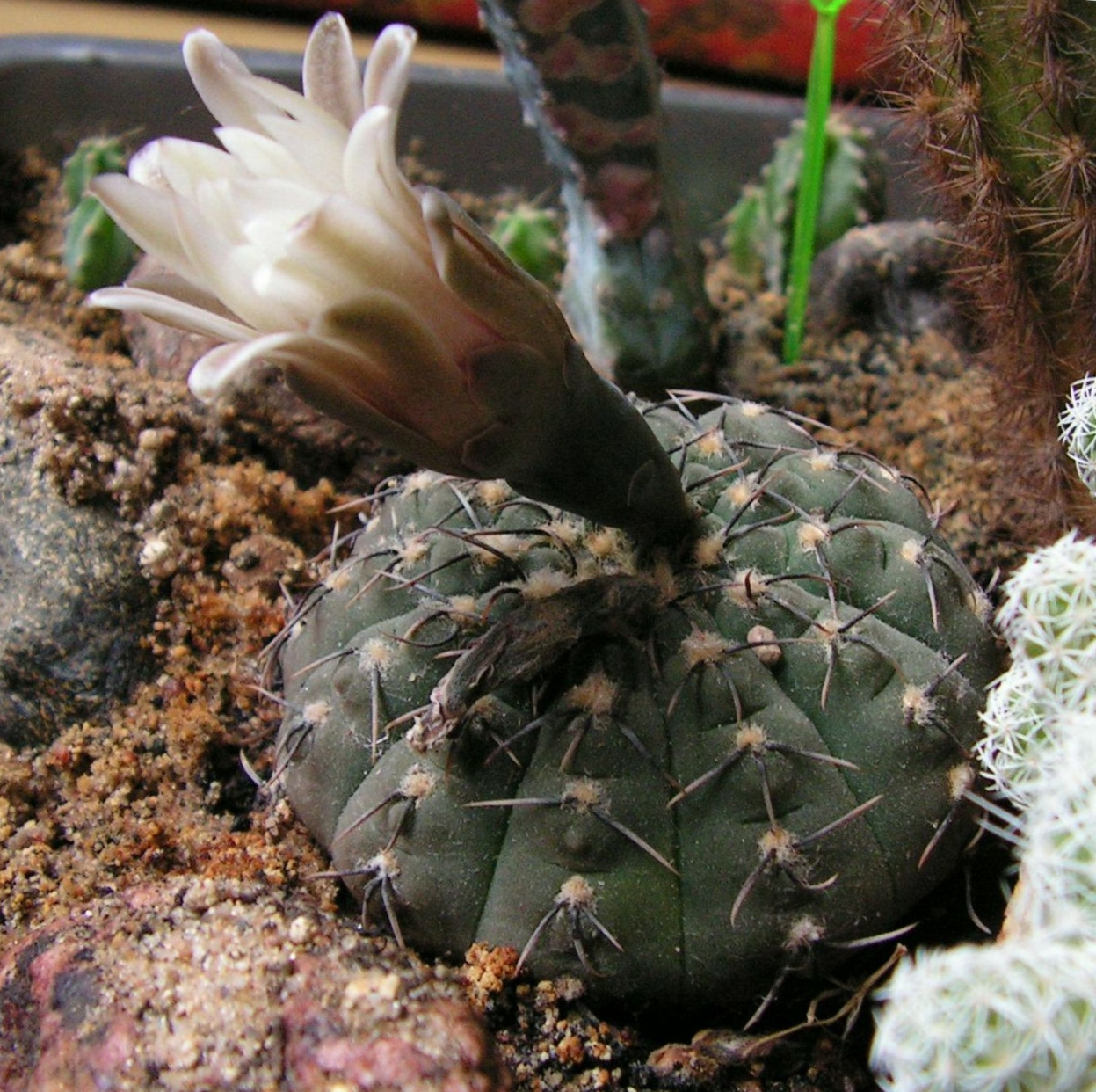
Gymnocalycium stellatum

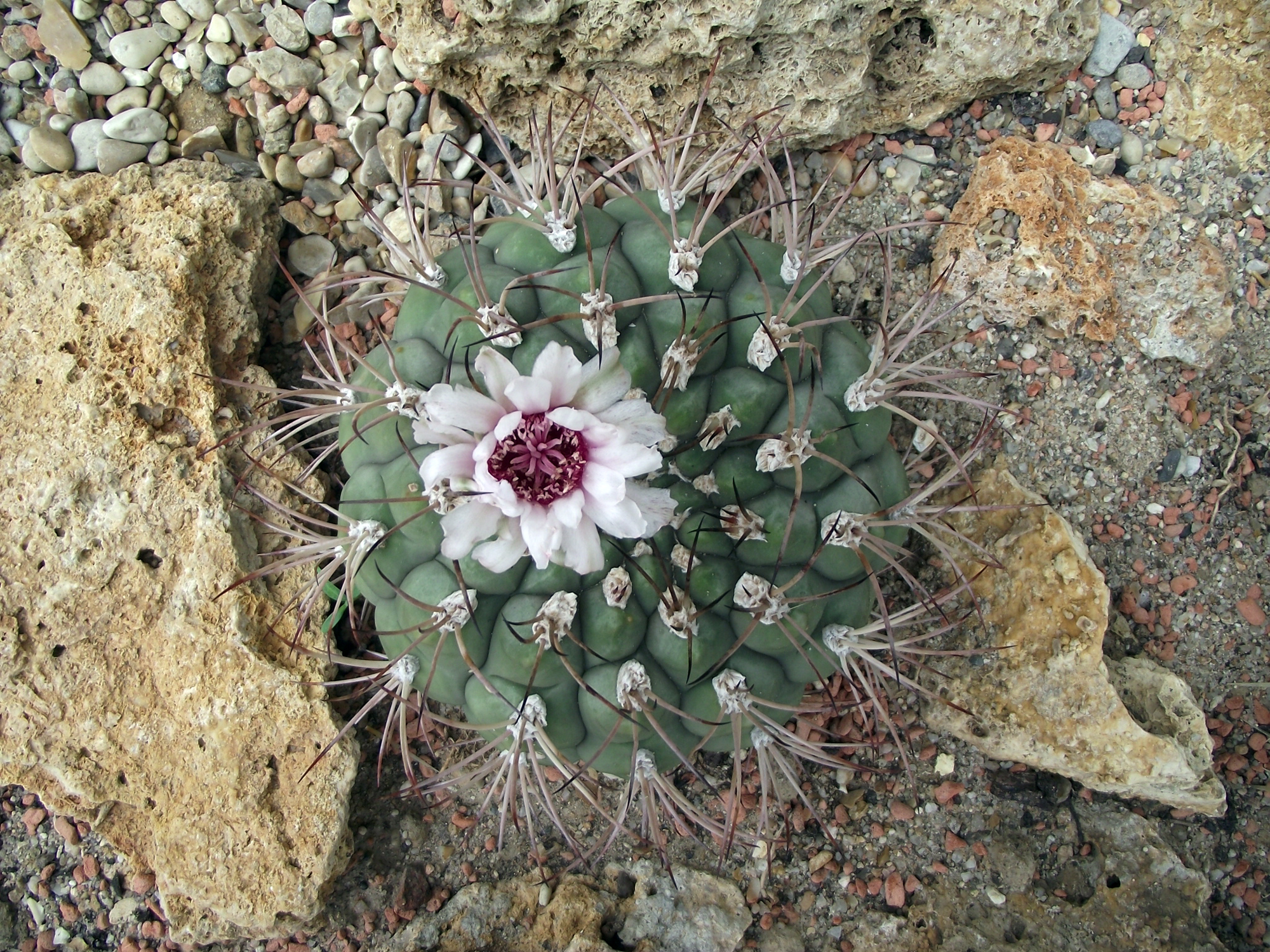
Gymnocalycium zegarrae

По классификации Андерсона (2005 год), род включает 81 вид:
- Gymnocalycium alboareolatum
- Gymnocalycium ambatoense
- Gymnocalycium amerhauseri
- Gymnocalycium andreae — Гимнокалициум Андре
- Gymnocalycium angelae
- Gymnocalycium anisitsii
- Gymnocalycium baldianum — Гимнокалициум Бальда
- Gymnocalycium bayrianum
- Gymnocalycium berchtii
- Gymnocalycium bodenbenderianum
- Gymnocalycium borthii
- Gymnocalycium bruchii — Гимнокалициум Бруха
- Gymnocalycium buenekeri
- Gymnocalycium calochlorum — Гимнокалициум зелёный
- Gymnocalycium capillaense
- Gymnocalycium carminanthum — Гимнокалициум ярко-красный
- Gymnocalycium castellanosii
- Gymnocalycium catamarcense
- Gymnocalycium chacoense
- Gymnocalycium chiquitanum
- Gymnocalycium delaetii
- Gymnocalycium denudatum — Гимнокалициум обнажённый
- Gymnocalycium erinaceum
- Gymnocalycium eurypleurum
- Gymnocalycium eytianum
- Gymnocalycium fischen
- Gymnocalycium gaponii
- Gymnocalycium gibbosum typus — Гимнокалициум горбатый
- Gymnocalycium heidiae
- Gymnocalycium horstii
- Gymnocalycium hossei
- Gymnocalycium hybopleurum
- Gymnocalycium hyptiacanthum
- Gymnocalycium kieslingii
- Gymnocalycium kroenleinii
- Gymnocalycium leeanum
- Gymnocalycium leptanthum — Гимнокалициум мелкоцветный
- Gymnocalycium mackieanum
- Gymnocalycium marsoneri
- Gymnocalycium megalothelos
- Gymnocalycium mesopotamicum — Гимнокалициум месопотамский
- Gymnocalycium mihanovichii — Гимнокалициум Михановича
- Gymnocalycium monvillei — Гимнокалициум Монвилля
- Gymnocalycium mostii
- Gymnocalycium mucidum
- Gymnocalycium netrelianum
- Gymnocalycium neuhuberi
- Gymnocalycium nigriareolatum
- Gymnocalycium obductum
- Gymnocalycium ochoterenae
- Gymnocalycium oenanthemum
- Gymnocalycium paediophilum
- Gymnocalycium papschii
- Gymnocalycium paraguayense
- Gymnocalycium parvulum — Гимнокалициум крохотный
- Gymnocalycium pazoutianum
- Gymnocalycium pflanzii
- Gymnocalycium poeschlii
- Gymnocalycium pugionacanthum
- Gymnocalycium quehlianum — Гимнокалициум Квеля
- Gymnocalycium ragonesei — Гимнокалициум Рагонеса
- Gymnocalycium rauschii
- Gymnocalycium riojense
- Gymnocalycium ritterianum
- Gymnocalycium robustum
- Gymnocalycium rosae
- Gymnocalycium saglionis — Гимнокалициум Сальо
- Gymnocalycium schickendantzii
- Gymnocalycium spegazzinii — Гимнокалициум Спегаццина
- Gymnocalycium stellatum — Гимнокалициум звёздчатый
- Gymnocalycium stenopleurum
- Gymnocalycium striglianum
- Gymnocalycium stuckertii
- Gymnocalycium taningaense
- Gymnocalycium terweemeanum
- Gymnocalycium tillianum
- Gymnocalycium uebelmannianum
- Gymnocalycium uruguayense
- Gymnocalycium valnicekianum — Гимнокалициум Валничека
- Gymnocalycium walteri
- Gymnocalycium zegarrae

Ещё несколько видов, не вошедшие в систему Андерсона, которые многими любителями считаются самостоятельными :
- Gymnocalycium cardenasianum — Гимнокалициум Карденаса
- Gymnocalycium damsii — Гимнокалициум Дамса
- Gymnocalycium horridispinum — Гимнокалициум устрашающеиглый
- Gymnocalycium marsonieri — Гимнокалициум Марсонье
- Gymnocalycium schuetzianum — Гимнокалициум Шютца
- Gymnocalycium vatteri — Гимнокалициум Фаттера